# Deuxième circonscription de la Charente-Maritime
La deuxième circonscription de la Charente-Maritime est l'une des cinq circonscriptions législatives françaises que compte le département de la Charente-Maritime.

## La circonscription de 1958 à 1986

### Description géographique
Elle était composée des cantons suivants, :
- Canton d'Aigrefeuille-d'Aunis
- Canton d'Aytré
- Canton de Courçon
- Canton de La Jarrie
- Canton de Marans
- Canton de Rochefort-Centre
- Canton de Rochefort-Nord
- Canton de Rochefort-Sud
- Canton de Surgères

### Historique des députations
| Législature | Début de mandat | Fin de mandat  | Député           | Parti politique | Observations |
| ----------- | --------------- | -------------- | ---------------- | --------------- | --- |
| Ire         | 9 décembre 1958 | 9 octobre 1962 | Albert Bignon    | UNR             | Mandat écourté à la suite d'une dissolution parlementaire décidée par Charles de Gaulle. |
| IIe         | 6 décembre 1962 | 2 avril 1967   | Albert Bignon    | UNR             | |
| IIIe        | 3 avril 1967    | 30 mai 1968    | Albert Bignon    | UD-VeR          | Mandat écourté à la suite d'une dissolution parlementaire décidée par Charles de Gaulle. |
| IVe         | 11 juillet 1968 | 1er avril 1973 | Albert Bignon    | UDR             | |
| Ve          | 2 avril 1973    | 2 avril 1978   | Albert Bignon    | UDR             | En raison de son décès le 10 janvier 1977, remplacé par Jean-Guy Branger (Non inscrit). |
| VIe         | 3 avril 1978    | 22 mai 1981    | Jean-Guy Branger | Non inscrit     | Mandat écourté à la suite d'une dissolution parlementaire décidée par François Mitterrand. |
| VIIe        | 2 juillet 1981  | 1er avril 1986 | Jean-Guy Branger | Non inscrit     | |
| VIIIe       | 2 avril 1986    | 14 mai 1988    | Aucun            | Aucun           | Proportionnelle par département, pas de député par circonscription Proportionnelle par département, pas de député par circonscription. Mandat écourté à la suite d'une dissolution parlementaire décidée par François Mitterrand. |

### Historique des élections
| Date d'élection | Député élu       | Parti | Parti   |
| --------------- | ---------------- | ----- | ------- |
| 1958            | Albert Bignon    |       | UNR     |
| 1962            | Albert Bignon    |       | UNR-UDT |
| 1967            | Albert Bignon    |       | UD-Ve   |
| 1968            | Albert Bignon    |       | UDR     |
| 1973            | Albert Bignon    |       | UDR     |
| 1978            | Jean-Guy Branger |       | DVD     |
| 1981            | Jean-Guy Branger |       | UDF     |

#### Élections de 1958
| Candidat                    | Candidat          | Parti          | Premier tour | Premier tour | Second tour | Second tour |  |
| Candidat                    | Candidat          | Parti          | Voix         | %            | Voix        | %           |  |
| --------------------------- | ----------------- | -------------- | ------------ | ------------ | ----------- | ----------- |  |
|                             | Albert Bignon élu | UNR            | 10 963       | 36,34        | 15 912      | 54,22       |  |
|                             | Gérard Noël       | Radsoc         | 4 630        | 15,35        | Retrait     | Retrait     |  |
|                             | Armand Sallé      | PCF            | 4 517        | 14,97        | 4 737       | 16,14       |  |
|                             | Jean Monglond     | Modérés        | 4 245        | 14,07        | 8 696       | 29,63       |  |
|                             | Roger Gaborit     | Radcent        | 2 370        | 7,86         | Retrait     | Retrait     |  |
|                             | André Boucher     | SFIO           | 2 313        | 7,67         | Retrait     | Retrait     |  |
|                             | François Pillon   | UFF            | 1 130        | 3,75         |             |             |  |
|                             |                   |                |              |              |             |             |  |
| Inscrits                    | Inscrits          | Inscrits       | 44 085       | 100,00       | 43 860      | 100,00      |  |
| Abstentions                 | Abstentions       | Abstentions    | 13 149       | 29,83        | 13 932      | 31,76       |  |
| Votants                     | Votants           | Votants        | 30 936       | 70,17        | 29 928      | 68,24       |  |
| Blancs et nuls              | Blancs et nuls    | Blancs et nuls | 768          | 2,48         | 583         | 1,95        |  |
| Exprimés                    | Exprimés          | Exprimés       | 30 168       | 97,52        | 29 345      | 98,05       |  |
| Source : Gallica et CEVIPOF |                   |                |              |              |             |             |  |

Georges Martinaud, médecin, maire de Saint-Laurent-de-la-Prée était le suppléant d'Albert Bignon.

#### Élections de 1962
| Candidat                    | Candidat                    | Parti          | Premier tour | Premier tour | Second tour | Second tour |  |
| Candidat                    | Candidat                    | Parti          | Voix         | %            | Voix        | %           |  |
| --------------------------- | --------------------------- | -------------- | ------------ | ------------ | ----------- | ----------- |  |
|                             | Albert Bignon sortant réélu | UNR-UDT        | 11 427       | 46,43        | 16 241      | 65,68       |  |
|                             | Armand Sallé                | PCF            | 4 771        | 19,39        | 8 485       | 34,32       |  |
|                             | Roger Gaborit               | Radcent        | 4 096        | 16,64        | Retrait     | Retrait     |  |
|                             | Joseph Deplanne             | MRP            | 1 602        | 6,51         | Retrait     | Retrait     |  |
|                             | Claude Péninque             | CNIP           | 1 502        | 6,1          | Retrait     | Retrait     |  |
|                             | Michel Fort                 | Divers gauche  | 1 212        | 4,92         |             |             |  |
|                             |                             |                |              |              |             |             |  |
| Inscrits                    | Inscrits                    | Inscrits       | 43 812       | 100,00       | 45 799      | 100,00      |  |
| Abstentions                 | Abstentions                 | Abstentions    | 18 431       | 42,07        | 19 272      | 42,08       |  |
| Votants                     | Votants                     | Votants        | 25 381       | 57,93        | 26 527      | 57,92       |  |
| Blancs et nuls              | Blancs et nuls              | Blancs et nuls | 771          | 3,04         | 1 801       | 6,79        |  |
| Exprimés                    | Exprimés                    | Exprimés       | 24 610       | 96,96        | 24 726      | 93,21       |  |
| Source : Gallica et CEVIPOF |                             |                |              |              |             |             |  |

Georges Martinaud, médecin général de réserve, maire de Saint-Laurent-de-la-Prée, était suppléant d'Albert Bignon.

#### Élections de 1967
| Candidat                    | Candidat                    | Parti          | Premier tour | Premier tour | Second tour | Second tour |  |
| Candidat                    | Candidat                    | Parti          | Voix         | %            | Voix        | %           |  |
| --------------------------- | --------------------------- | -------------- | ------------ | ------------ | ----------- | ----------- |  |
|                             | Albert Bignon sortant réélu | UD-Ve          | 14 470       | 45,51        | 16 616      | 51,84       |  |
|                             | Josy Moinet                 | FGDS (Radical) | 6 984        | 21,97        | 15 439      | 48,16       |  |
|                             | Armand Sallé                | PCF            | 6 822        | 21,46        | Retrait     | Retrait     |  |
|                             | Joseph Deplanne             | CD (PDM)       | 3 517        | 11,06        |             |             |  |
|                             |                             |                |              |              |             |             |  |
| Inscrits                    | Inscrits                    | Inscrits       | 43 952       | 100,00       | 43 943      | 100,00      |  |
| Abstentions                 | Abstentions                 | Abstentions    | 11 370       | 25,87        | 11 106      | 25,27       |  |
| Votants                     | Votants                     | Votants        | 32 582       | 74,13        | 32 837      | 74,73       |  |
| Blancs et nuls              | Blancs et nuls              | Blancs et nuls | 789          | 2,42         | 782         | 2,38        |  |
| Exprimés                    | Exprimés                    | Exprimés       | 31 793       | 97,58        | 32 055      | 97,62       |  |
| Source : Gallica et CEVIPOF |                             |                |              |              |             |             |  |

Georges Martinaud, maire de Saint-Laurent-de-la-Prée était le suppléant d'Albert Bignon.

#### Élections de 1968
|                | Albert Bignon sortant réélu | UDR (URP)                          | 16 536 | 51,30  |  |  |  |
|                | Josy Moinet                 | FGDS (Radical)                     | 7 620  | 23,64  |  |  |  |
|                | Armand Sallé                | PCF                                | 6 170  | 19,14  |  |  |  |
|                | Gilles Santex               | Divers droite (Républicain modéré) | 1 910  | 5,93   |  |  |  |
|                |                             |                                    |        |        |  |  |  |
| Inscrits       | Inscrits                    | Inscrits                           | 43 515 | 100,00 |  |  |  |
| Abstentions    | Abstentions                 | Abstentions                        | 10 684 | 24,55  |  |  |  |
| Votants        | Votants                     | Votants                            | 32 831 | 75,45  |  |  |  |
| Blancs et nuls | Blancs et nuls              | Blancs et nuls                     | 595    | 1,81   |  |  |  |
| Exprimés       | Exprimés                    | Exprimés                           | 32 236 | 98,19  |  |  |  |

Jean-Guy Branger, professeur à l'École de laiterie de Surgères, était le suppléant d'Albert Bignon.

#### Élections de 1973
| Candidat       | Candidat                    | Parti          | Premier tour | Premier tour | Second tour | Second tour |  |
| Candidat       | Candidat                    | Parti          | Voix         | %            | Voix        | %           |  |
| -------------- | --------------------------- | -------------- | ------------ | ------------ | ----------- | ----------- |  |
|                | Albert Bignon sortant réélu | UDR (URP)      | 12 587       | 37,62        | 18 750      | 57,86       |  |
|                | Jean Morin                  | MR             | 7 657        | 22,89        | Retrait     | Retrait     |  |
|                | Raphaël Sistané             | PCF            | 6 605        | 19,74        | 13 657      | 42,14       |  |
|                | Maurice Remontet            | PS (UGSD)      | 5 398        | 16,14        | Retrait     | Retrait     |  |
|                | Yves La Néelle              | LO             | 1 207        | 3,61         |             |             |  |
|                |                             |                |              |              |             |             |  |
| Inscrits       | Inscrits                    | Inscrits       | 44 473       | 100,00       | 44 472      | 100,00      |  |
| Abstentions    | Abstentions                 | Abstentions    | 10 251       | 23,05        | 10 176      | 22,88       |  |
| Votants        | Votants                     | Votants        | 34 222       | 76,95        | 34 296      | 77,12       |  |
| Blancs et nuls | Blancs et nuls              | Blancs et nuls | 768          | 2,24         | 1 889       | 5,51        |  |
| Exprimés       | Exprimés                    | Exprimés       | 33 454       | 97,76        | 32 407      | 94,49       |  |

Jean-Guy Branger, professeur de lycée, maire de Surgères, suppléant d'Albert Bignon, le remplaça après son décès, du 11 janvier 1977 au 2 avril 1978.

#### Élections de 1978
| Candidat                    | Candidat                       | Parti                      | Premier tour | Premier tour | Second tour | Second tour |  |
| Candidat                    | Candidat                       | Parti                      | Voix         | %            | Voix        | %           |  |
| --------------------------- | ------------------------------ | -------------------------- | ------------ | ------------ | ----------- | ----------- |  |
|                             | Michel Fort                    | PS (MRG)                   | 9 386        | 23,31        | 19 370      | 46,25       |  |
|                             | Jean-Guy Branger sortant réélu | diss. RPR                  | 8 368        | 20,78        | 22 511      | 53,75       |  |
|                             | Gérard Moreau                  | PCF                        | 7 354        | 18,26        | Retrait     | Retrait     |  |
|                             | Bernard Rideau                 | UDF (PR)                   | 6 187        | 15,37        |             |             |  |
|                             | François Heilbronner           | RPR                        | 5 738        | 14,25        |             |             |  |
|                             | Jean Morin                     | Divers droite (Maj. prés.) | 1 777        | 4,41         |             |             |  |
|                             | Marie-Hélène Marmisse          | LO                         | 738          | 1,83         |             |             |  |
|                             | Marie-Hélène Pillet            | PSU (FA)                   | 503          | 1,25         |             |             |  |
|                             | Maurice Gieulles               | Divers gauche              | 215          | 0,53         |             |             |  |
|                             |                                |                            |              |              |             |             |  |
| Inscrits                    | Inscrits                       | Inscrits                   | 50 266       | 100,00       | 50 250      | 100,00      |  |
| Abstentions                 | Abstentions                    | Abstentions                | 9 259        | 18,42        | 7 741       | 15,4        |  |
| Votants                     | Votants                        | Votants                    | 41 007       | 81,58        | 42 509      | 84,6        |  |
| Blancs et nuls              | Blancs et nuls                 | Blancs et nuls             | 741          | 1,81         | 628         | 1,48        |  |
| Exprimés                    | Exprimés                       | Exprimés                   | 40 266       | 98,19        | 41 881      | 98,52       |  |
| Source : CEVIPOF et Gallica |                                |                            |              |              |             |             |  |

Le suppléant de Jean-Guy Branger était le Docteur Michel Candau, médecin à Rochefort.

#### Élections de 1981
| Candidat       | Candidat                       | Parti          | Premier tour | Premier tour | Second tour | Second tour |  |
| Candidat       | Candidat                       | Parti          | Voix         | %            | Voix        | %           |  |
| -------------- | ------------------------------ | -------------- | ------------ | ------------ | ----------- | ----------- |  |
|                | Jean-Guy Branger sortant réélu | UDF (AD)       | 17 197       | 49,00        | 19 638      | 51,06       |  |
|                | Michel Fort                    | PS             | 11 939       | 34,02        | 18 822      | 48,94       |  |
|                | Gérard Moreau                  | PCF            | 4 784        | 13,63        |             |             |  |
|                | Jean-Marc Roirant              | PSU            | 1 177        | 3,35         |             |             |  |
|                |                                |                |              |              |             |             |  |
| Inscrits       | Inscrits                       | Inscrits       | 51 942       | 100,00       | 51 937      | 100,00      |  |
| Abstentions    | Abstentions                    | Abstentions    | 16 387       | 31,55        | 12 986      | 25          |  |
| Votants        | Votants                        | Votants        | 35 555       | 68,45        | 38 951      | 75          |  |
| Blancs et nuls | Blancs et nuls                 | Blancs et nuls | 458          | 1,29         | 491         | 1,26        |  |
| Exprimés       | Exprimés                       | Exprimés       | 35 097       | 98,71        | 38 460      | 98,74       |  |

Michel Candau était le suppléant de Jean-Guy Branger.

## La circonscription depuis 1986

### Description géographique et démographique
Dans le découpage électoral de la loi no 86-1197 du 24 novembre 1986, la circonscription regroupe les cantons suivants :
- Canton d'Aigrefeuille-d'Aunis
- Canton d'Aytré
- Canton de Courçon
- Canton de La Jarrie
- Canton de Marans
- Canton de Rochefort-Centre
- Canton de Rochefort-Nord
- Canton de Rochefort-Sud
- Canton de Surgères.

D'après le recensement général de la population en 1999, réalisé par l'Institut national de la statistique et des études économiques (INSEE), la population totale de cette circonscription est estimée à 112 535 habitants,.

### Historique des députations
| Législature | Début de mandat | Fin de mandat  | Député              | Parti politique         | Observations                                                                           |
| ----------- | --------------- | -------------- | ------------------- | ----------------------- | -------------------------------------------------------------------------------------- |
| IXe         | 23 juin 1988    | 1er avril 1993 | Jean-Guy Branger    | UDF                     |                                                                                        |
| Xe          | 2 avril 1993    | 21 avril 1997  | Jean-Guy Branger    | UDF                     | Mandat écourté à la suite d'une dissolution parlementaire décidée par Jacques Chirac.  |
| XIe         | 12 juin 1997    | 18 juin 2002   | Bernard Grasset     | PS                      |                                                                                        |
| XIIe        | 19 juin 2002    | 19 juin 2007   | Jean-Louis Léonard  | UMP                     |                                                                                        |
| XIIIe       | 20 juin 2007    | 19 juin 2012   | Jean-Louis Léonard  | UMP                     |                                                                                        |
| XIVe        | 20 juin 2012    | 20 juin 2017   | Suzanne Tallard     | PS                      |                                                                                        |
| XVe         | 21 juin 2017    | 21 juin 2022   | Frédérique Tuffnell | LREM puis SE puis MoDem |                                                                                        |
| XVIe        | 22 juin 2022    | 9 juin 2024    | Anne-Laure Babault  | MoDem-Ensemble          | Mandat écourté à la suite d'une dissolution parlementaire décidée par Emmanuel Macron. |
| XVIIe       | 8 juillet 2024  | En cours       | Benoît Biteau       | Les Écologistes         |                                                                                        |

### Historique des élections
| Date d'élection | Député élu          | Parti | Parti       |
| --------------- | ------------------- | ----- | ----------- |
| 1988            | Jean-Guy Branger    |       | app. UDF    |
| 1993            | Jean-Guy Branger    |       | UDF         |
| 1997            | Bernard Grasset     |       | PS          |
| 2002            | Jean-Louis Léonard  |       | UMP         |
| 2007            | Jean-Louis Léonard  |       | UMP         |
| 2012            | Suzanne Tallard     |       | PS          |
| 2017            | Frédérique Tuffnell |       | LREM        |
| 2022            | Anne-Laure Babault  |       | MoDem (ENS) |
| 2024            | Benoît Biteau       |       | LÉ          |

#### Élections de 1988
| Candidat           | Candidat             | Parti          | Premier tour | Premier tour | Second tour | Second tour |  |
| Candidat           | Candidat             | Parti          | Voix         | %            | Voix        | %           |  |
| ------------------ | -------------------- | -------------- | ------------ | ------------ | ----------- | ----------- |  |
|                    | Jean-Guy Branger élu | UDF (URC)      | 20 122       | 45,03        | 25 299      | 50,91       |  |
|                    | Yves Hermouet        | PS             | 16 863       | 37,74        | 24 390      | 49,09       |  |
|                    | Gérard Moreau        | PCF            | 4 728        | 10,58        |             |             |  |
|                    | Pascal Markowsky     | FN             | 2 974        | 6,66         |             |             |  |
|                    |                      |                |              |              |             |             |  |
| Inscrits           | Inscrits             | Inscrits       | 72 910       | 100,00       | 72 904      | 100,00      |  |
| Abstentions        | Abstentions          | Abstentions    | 27 402       | 37,58        | 22 319      | 30,61       |  |
| Votants            | Votants              | Votants        | 45 508       | 62,42        | 50 585      | 69,39       |  |
| Blancs et nuls     | Blancs et nuls       | Blancs et nuls | 821          | 1,8          | 896         | 1,77        |  |
| Exprimés           | Exprimés             | Exprimés       | 44 687       | 98,2         | 49 689      | 98,23       |  |
| Source : data.gouv |                      |                |              |              |             |             |  |

Jean-Louis Léonard, conseiller général du canton d'Aytré, maire RPR de Châtelaillon-Plage était le suppléant de Jean-Guy Branger.

#### Élections de 1993
| Candidat       | Candidat                       | Parti          | Premier tour | Premier tour | Second tour | Second tour |  |
| Candidat       | Candidat                       | Parti          | Voix         | %            | Voix        | %           |  |
| -------------- | ------------------------------ | -------------- | ------------ | ------------ | ----------- | ----------- |  |
|                | Jean-Guy Branger sortant réélu | UDF (AD)       | 20 542       | 45,65        | 26 521      | 57,69       |  |
|                | Jean-François Fountaine        | MRG (ADFP)     | 7 569        | 16,82        | 19 449      | 42,31       |  |
|                | Jean-François Galvaire         | FN             | 5 037        | 11,19        |             |             |  |
|                | Patrick Guedon                 | PCF            | 3 752        | 8,34         |             |             |  |
|                | Yvan Poisbeau                  | Les Verts (EÉ) | 3 349        | 7,44         |             |             |  |
|                | Philippe Noël                  | PS             | 2 494        | 5,54         |             |             |  |
|                | Raymonde Gouriou               | LT-LNÉ         | 2 023        | 4,50         |             |             |  |
|                | Abderrahmane Kerzazi           | PLN            | 231          | 0,51         |             |             |  |
|                |                                |                |              |              |             |             |  |
| Inscrits       | Inscrits                       | Inscrits       | 74 490       | 100,00       | 73 481      | 100,00      |  |
| Abstentions    | Abstentions                    | Abstentions    | 26 361       | 35,39        | 24 330      | 33,11       |  |
| Votants        | Votants                        | Votants        | 48 129       | 64,61        | 49 151      | 66,89       |  |
| Blancs et nuls | Blancs et nuls                 | Blancs et nuls | 3 132        | 6,51         | 3 181       | 6,47        |  |
| Exprimés       | Exprimés                       | Exprimés       | 44 997       | 93,49        | 45 970      | 93,53       |  |

Jean-François Asseray, chef d'entreprise, Vice-Président du Conseil régional, Premier adjoint au maire de Rochefort était le suppléant de Jean-Guy Branger.

#### Élections de 1997
| Candidat       | Candidat                 | Parti          | Premier tour | Premier tour | Second tour | Second tour |  |
| Candidat       | Candidat                 | Parti          | Voix         | %            | Voix        | %           |  |
| -------------- | ------------------------ | -------------- | ------------ | ------------ | ----------- | ----------- |  |
|                | Jean-Guy Branger sortant | UDF (AD)       | 14 931       | 31,52        | 23 691      | 46,93       |  |
|                | Bernard Grasset élu      | PS             | 12 877       | 27,18        | 26 791      | 53,07       |  |
|                | Michel Gauchou           | FN             | 5 367        | 11,33        |             |             |  |
|                | Alain Belly              | PCF            | 5 009        | 10,57        |             |             |  |
|                | Jean-Claude Chatelet     | Divers         | 2 727        | 5,76         |             |             |  |
|                | Alain Bucherie           | Les Verts      | 2 477        | 5,23         |             |             |  |
|                | Bernard Biron            | LDI (MPF)      | 1 804        | 3,81         |             |             |  |
|                | Yvan Poisbeau            | MÉI            | 1 329        | 2,81         |             |             |  |
|                | Jean-Luc Delcampo        | MDC            | 848          | 1,79         |             |             |  |
|                |                          |                |              |              |             |             |  |
| Inscrits       | Inscrits                 | Inscrits       | 75 798       | 100,00       | 75 785      | 100,00      |  |
| Abstentions    | Abstentions              | Abstentions    | 25 818       | 34,06        | 22 362      | 29,51       |  |
| Votants        | Votants                  | Votants        | 49 980       | 65,94        | 53 423      | 70,49       |  |
| Blancs et nuls | Blancs et nuls           | Blancs et nuls | 2 611        | 5,22         | 2 941       | 5,51        |  |
| Exprimés       | Exprimés                 | Exprimés       | 47 369       | 94,78        | 50 482      | 94,49       |  |

Le suppléant de Bernard Grasset était André Bonnin, avocat à Rochefort, ancien bâtonnier.

#### Élections de 2002
| Candidat       | Candidat               | Parti             | Premier tour | Premier tour | Second tour | Second tour |  |
| Candidat       | Candidat               | Parti             | Voix         | %            | Voix        | %           |  |
| -------------- | ---------------------- | ----------------- | ------------ | ------------ | ----------- | ----------- |  |
|                | Jean-Louis Léonard élu | UMP               | 19 970       | 38,45        | 26 671      | 53,55       |  |
|                | André Bonnin           | PS                | 15 519       | 29,88        | 23 132      | 46,45       |  |
|                | Michel Erbé            | FN                | 3 734        | 7,19         |             |             |  |
|                | Thierry Joulin         | CPNT              | 2 994        | 5,76         |             |             |  |
|                | Fanny Lortat-Jacob     | UDF               | 1 776        | 3,42         |             |             |  |
|                | Gérard Blanchier       | PCF               | 1 630        | 3,14         |             |             |  |
|                | Corinne Cap            | Les Verts         | 1 395        | 2,69         |             |             |  |
|                | Michel Maitrehut       | Divers droite     | 818          | 1,58         |             |             |  |
|                | Sophie Texier          | LCR               | 690          | 1,33         |             |             |  |
|                | Xavier Boniface        | Pôle républicain  | 664          | 1,28         |             |             |  |
|                | Anne Bernon            | LO                | 636          | 1,22         |             |             |  |
|                | Éliane Ducellier       | Divers écologiste | 555          | 1,07         |             |             |  |
|                | Ginette Grandin        | MPF               | 476          | 0,92         |             |             |  |
|                | Roland Ayel            | MNR               | 295          | 0,57         |             |             |  |
|                | Guy Jacob              | MÉI               | 266          | 0,51         |             |             |  |
|                | Erick Joyau            | RPF               | 201          | 0,39         |             |             |  |
|                | Marie-Thérèse Morin    | PT                | 197          | 0,38         |             |             |  |
|                | Catherine Percebois    | Divers gauche     | 119          | 0,23         |             |             |  |
|                |                        |                   |              |              |             |             |  |
| Inscrits       | Inscrits               | Inscrits          | 83 252       | 100,00       | 83 250      | 100,00      |  |
| Abstentions    | Abstentions            | Abstentions       | 30 163       | 36,23        | 31 895      | 38,31       |  |
| Votants        | Votants                | Votants           | 53 089       | 63,77        | 51 355      | 61,69       |  |
| Blancs et nuls | Blancs et nuls         | Blancs et nuls    | 1 154        | 2,17         | 1 552       | 3,02        |  |
| Exprimés       | Exprimés               | Exprimés          | 51 935       | 97,83        | 49 803      | 96,98       |  |

La suppléante de Jean-Louis Léonard était Mme Dominique Rabelle, pharmacienne à Saint-Georges-d'Oléron.

#### Élections de 2007
| Candidat       | Candidat                         | Parti          | Premier tour | Premier tour | Second tour | Second tour |  |
| Candidat       | Candidat                         | Parti          | Voix         | %            | Voix        | %           |  |
| -------------- | -------------------------------- | -------------- | ------------ | ------------ | ----------- | ----------- |  |
|                | Jean-Louis Léonard sortant réélu | UMP            | 23 432       | 42,98        | 27 321      | 50,2        |  |
|                | André Bonnin                     | PS             | 16 351       | 29,99        | 27 101      | 49,8        |  |
|                | Jacques Maret                    | UDF–MoDem      | 2 756        | 5,05         |             |             |  |
|                | Corinne Cap                      | Les Verts      | 2 170        | 3,98         |             |             |  |
|                | Gérard Blanchier                 | PCF            | 1 905        | 3,49         |             |             |  |
|                | Thierry Joulin                   | CPNT           | 1 828        | 3,35         |             |             |  |
|                | Marie-Françoise Catalan          | FN             | 1 713        | 3,14         |             |             |  |
|                | Denis Poulain                    | LCR            | 1 411        | 2,59         |             |             |  |
|                | Dominique Droin                  | MPF            | 1 091        | 2            |             |             |  |
|                | Michel Bel                       | Divers         | 602          | 1,1          |             |             |  |
|                | Anne Bernon                      | LO             | 461          | 0,85         |             |             |  |
|                | Laurent Talbot                   | Divers         | 380          | 0,7          |             |             |  |
|                | Jean-Claude Deborde              | PT             | 271          | 0,5          |             |             |  |
|                | Fabrice Restier                  | DLR            | 153          | 0,28         |             |             |  |
|                |                                  |                |              |              |             |             |  |
| Inscrits       | Inscrits                         | Inscrits       | 92 261       | 100,00       | 92 262      | 100,00      |  |
| Abstentions    | Abstentions                      | Abstentions    | 36 745       | 39,83        | 36 551      | 39,62       |  |
| Votants        | Votants                          | Votants        | 55 516       | 60,17        | 55 711      | 60,38       |  |
| Blancs et nuls | Blancs et nuls                   | Blancs et nuls | 992          | 1,79         | 1 289       | 2,31        |  |
| Exprimés       | Exprimés                         | Exprimés       | 54 524       | 98,21        | 54 422      | 97,69       |  |

La suppléante de Jean-Louis Léonard était Mme Dominique Rabelle.

#### Élections de 2012
| Candidat       | Candidat                   | Parti          | Premier tour | Premier tour | Second tour | Second tour |  |
| Candidat       | Candidat                   | Parti          | Voix         | %            | Voix        | %           |  |
| -------------- | -------------------------- | -------------- | ------------ | ------------ | ----------- | ----------- |  |
|                | Jean-Louis Léonard sortant | UMP            | 19 238       | 34,22        | 26 391      | 47,01       |  |
|                | Suzanne Tallard élue       | PS             | 17 711       | 31,50        | 29 752      | 52,99       |  |
|                | David Baudon               | diss. PS       | 7 086        | 12,60        |             |             |  |
|                | Joan Désiré                | RBM (FN)       | 5 261        | 9,36         |             |             |  |
|                | Gérard Blanchier           | FG (PCF)       | 2 685        | 4,78         |             |             |  |
|                | Patrick Angibaud           | EÉLV           | 2 144        | 3,81         |             |             |  |
|                | Dominique Droin            | MPF            | 806          | 1,43         |             |             |  |
|                | Victor Domingues           | NC             | 472          | 0,84         |             |             |  |
|                | Jean-Luc Delcampo          | MRC            | 381          | 0,68         |             |             |  |
|                | Frédéric Castello          | LO             | 240          | 0,43         |             |             |  |
|                | Claude Billot-Zeller       | POI            | 195          | 0,35         |             |             |  |
|                |                            |                |              |              |             |             |  |
| Inscrits       | Inscrits                   | Inscrits       | 97 490       | 100,00       | 97 489      | 100,00      |  |
| Abstentions    | Abstentions                | Abstentions    | 40 392       | 41,43        | 39 787      | 40,81       |  |
| Votants        | Votants                    | Votants        | 57 098       | 58,57        | 57 702      | 59,19       |  |
| Blancs et nuls | Blancs et nuls             | Blancs et nuls | 879          | 1,54         | 1 559       | 2,7         |  |
| Exprimés       | Exprimés                   | Exprimés       | 56 219       | 98,46        | 56 143      | 97,3        |  |

Le suppléant de Suzanne Tallard était Rémi Letrou, professeur de philosophie, de Rochefort.

#### Élections de 2017
|                                                                                      |                                                                         |                           |                           |                          |                          |
|                                                                                      |                                                                         | Premier tour 11 juin 2017 | Premier tour 11 juin 2017 | Second tour 18 juin 2017 | Second tour 18 juin 2017 |
|                                                                                      |                                                                         |                           |                           |                          |                          |
|                                                                                      |                                                                         | Nombre                    | % des inscrits            | Nombre                   | % des inscrits           |
| Inscrits                                                                             | Inscrits                                                                | 104 299                   | 100,00                    | 104 292                  | 100,00                   |
| Abstentions                                                                          | Abstentions                                                             | 52 353                    | 50,20                     | 61 073                   | 58,56                    |
| Votants                                                                              | Votants                                                                 | 51 946                    | 49,80                     | 43 219                   | 41,44                    |
|                                                                                      |                                                                         |                           | % des votants             |                          | % des votants            |
| Bulletins blancs                                                                     | Bulletins blancs                                                        | 683                       | 1,31                      | 3 634                    | 8,41                     |
| Bulletins nuls                                                                       | Bulletins nuls                                                          | 292                       | 0,56                      | 1 419                    | 3,28                     |
| Suffrages exprimés                                                                   | Suffrages exprimés                                                      | 50 971                    | 98,12                     | 38 166                   | 88,31                    |
|                                                                                      |                                                                         |                           |                           |                          |                          |
| Candidat Étiquette politique (partis et alliances)                                   | Candidat Étiquette politique (partis et alliances)                      | Voix                      | % des exprimés            | Voix                     | % des exprimés           |
|                                                                                      |                                                                         |                           |                           |                          |                          |
|                                                                                      | Frédérique Tuffnell La République en marche                             | 19 612                    | 38,48                     | 21 859                   | 57,27                    |
|                                                                                      | Sylvie Marcilly Les Républicains (Union des démocrates et indépendants) | 9 878                     | 19,38                     | 16 307                   | 42,73                    |
|                                                                                      | Maud Assila La France insoumise                                         | 7 915                     | 15,53                     |                          |                          |
|                                                                                      | Jean-Louis Leygonie Front national                                      | 6 292                     | 12,34                     |                          |                          |
|                                                                                      | Brigitte Desveaux Europe Écologie Les Verts (Parti socialiste)          | 3 369                     | 6,61                      |                          |                          |
|                                                                                      | Michèle Grenier Parti communiste français                               | 828                       | 1,62                      |                          |                          |
|                                                                                      | Dominique Droin Debout la France                                        | 736                       | 1,44                      |                          |                          |
|                                                                                      | Jean-Claude Wallard Divers (#MaVoix)                                    | 655                       | 1,29                      |                          |                          |
|                                                                                      | Catherine Deneuve Divers (Parti animaliste)                             | 576                       | 1,13                      |                          |                          |
|                                                                                      | Frédéric Castello Lutte ouvrière                                        | 373                       | 0,73                      |                          |                          |
|                                                                                      | Dominique Raby Divers (Union populaire républicaine)                    | 365                       | 0,72                      |                          |                          |
|                                                                                      | Guy Burguin Divers (Parti du vote blanc)                                | 320                       | 0,63                      |                          |                          |
|                                                                                      | Philippe Riché Divers gauche                                            | 52                        | 0,10                      |                          |                          |
| Source : Ministère de l'Intérieur - Deuxième circonscription de la Charente-Maritime |                                                                         |                           |                           |                          |                          |

Le suppléant de Frédérique Tuffnell était Younès Biar, de Surgères.

#### Élections de 2022
| Résultats des élections législatives des 12 et 19 juin 2022 de la 2e circonscription de Charente-Maritime |                          |                          |                          |              |              |             |             |
| Candidat                                                                                                  | Candidat                 | Parti et coalition       | Nuance                   | Premier tour | Premier tour | Second tour | Second tour |
| Candidat                                                                                                  | Candidat                 | Parti et coalition       | Nuance                   | Voix         | %            | Voix        | %           |
| | Anne-Laure Babault       | MoDem (ENS)              | ENS                      | 15 246       | 28,09        | 25 863      | 51,76       |
| | Nordine Raymond,         | LFI (NUPES)              | NUP                      | 14 928       | 27,50        | 24 107      | 48,24       |
| | Richard Guérit           | RN                       | RN                       | 11 049       | 20,36        |             |             |
| | David Labiche            | LR (UDC)                 | LR                       | 6 680        | 12,31        |             |             |
| | Évelyne Serrurier        | ÉAC-RC                   | ECO                      | 2 162        | 3,98         |             |             |
| | Corinne Giraud           | REC                      | REC                      | 1 837        | 3,38         |             |             |
| | Adrien Larcher           | PA                       | ECO                      | 772          | 1,42         |             |             |
| | Claude Iseli             | DLF (UPF)                | DSV                      | 637          | 1,17         |             |             |
| | Frédéric Castello        | LO                       | DXG                      | 500          | 0,92         |             |             |
| | Thierry Auger            | POID                     | DXG                      | 467          | 0,86         |             |             |
| | Marie Fornili            | PCF diss.                | COM                      | 0            | 0,00         |             |             |
| Votes valides                                                                                             | Votes valides            | Votes valides            | Votes valides            | 54 278       | 98,07        | 49 970      | 91,64       |
| Votes blancs                                                                                              | Votes blancs             | Votes blancs             | Votes blancs             | 784          | 1,42         | 3 244       | 5,95        |
| Votes nuls                                                                                                | Votes nuls               | Votes nuls               | Votes nuls               | 282          | 0,51         | 1 315       | 2,41        |
| Total | Total                    | Total                    | Total                    | 55 344       | 100          | 54 529      | 100         |
| Abstention                                                                                                | Abstention               | Abstention               | Abstention               | 56 838       | 49,33        | 57 655      | 51,39       |
| Inscrits / participation                                                                                  | Inscrits / participation | Inscrits / participation | Inscrits / participation | 112 182      | 50,67        | 112 184     | 48,61       |

La suppléante d'Anne-Laure Babault était Anne-Sophie Descamps, adjointe au maire d'Aigrefeuille-d'Aunis.

#### Élections de 2024
Voir Élections législatives de 2024 en Charente-Maritime
| Candidat                 | Candidat                 | Parti et coalition       | Nuance                   | Premier tour | Premier tour | Second tour | Second tour |
| Candidat                 | Candidat                 | Parti et coalition       | Nuance                   | Voix         | %            | Voix        | %           |
| ------------------------ | ------------------------ | ------------------------ | ------------------------ | ------------ | ------------ | ----------- | ----------- |
|                          | Karen Bertholom,         | RN                       | RN                       | 26 862       | 34,41        | 33 155      | 46,61       |
|                          | Benoît Biteau,           | LÉ (NFP)                 | UG                       | 21 027       | 26,94        | 37 985      | 53,39       |
|                          | Anne-Laure Babault,      | MoDem (ENS)              | ENS                      | 19 773       | 25,33        | Retrait     | Retrait     |
|                          | Hervé Blanché,           | LR                       | LR                       | 9 651        | 12,36        |             |             |
|                          | Frédéric Castello        | LO                       | EXG                      | 749          | 0,96         |             |             |
|                          |                          |                          |                          |              |              |             |             |
| Votes valides            | Votes valides            | Votes valides            | Votes valides            | 78 062       | 97,56        | 71 140      | 89,25       |
| Votes blancs             | Votes blancs             | Votes blancs             | Votes blancs             | 1 379        | 1,72         | 6 581       | 8,26        |
| Votes nuls               | Votes nuls               | Votes nuls               | Votes nuls               | 577          | 0,72         | 1 989       | 2,50        |
| Total                    | Total                    | Total                    | Total                    | 80 018       | 100          | 79 710      | 100         |
| Abstention               | Abstention               | Abstention               | Abstention               | 33 612       | 29,58        | 33 938      | 29,86       |
| Inscrits / participation | Inscrits / participation | Inscrits / participation | Inscrits / participation | 113 630      | 70,42        | 113 648     | 70,14       |

La suppléante de Benoît Biteau est Naima Fedsi, professeur à Rochefort.

#### Département de la Charente-Maritime
- La fiche de l'INSEE de cette circonscription : « Tableaux et Analyses de la deuxième circonscription de la Charente-Maritime », sur insee.fr, site de l'Institut national de la statistique et des études économiques (consulté le 10 juin 2007) [PDF]
- « Tous les députés du département de la Charente-Maritime depuis 1789 », sur assemblee-nationale.fr, site de l'Assemblée nationale française (consulté le 10 juin 2007)
- « Informations contentieuses sur le département de la Charente-Maritime (Élections législatives de 2002) »(Archive.org • Wikiwix • Archive.is • Google • Que faire ?), sur conseil-constitutionnel.fr, site du Conseil constitutionnel (consulté le 13 juin 2007)

#### Circonscriptions en France
- « Carte des circonscriptions législatives en France », sur assemblee-nationale.fr, site de l'Assemblée nationale française (consulté le 10 juin 2007)
- « Résultats électoraux officiels en France »(Archive.org • Wikiwix • Archive.is • Google • Que faire ?), sur interieur.gouv.fr, site du ministère de l'Intérieur (France) (consulté le 13 juin 2007)
- Description et Atlas des circonscriptions électorales de France sur http://www.atlaspol.com, Atlaspol, site de cartographie géopolitique, consulté le 13 juin 2007.